# Touch'N You
Touch'N You è un singolo del rapper statunitense Rick Ross, pubblicato nel 2012 e realizzato insieme al cantante Usher. Il brano è stato estratto dall'album God Forgives, I Don't.

## Tracce
- Download digitale

1. Touch'N You (feat. Usher) – 4:12